# Bahnstrecke Holzkirchen–Schliersee
| Übersicht der Bahnstrecken südlich von Holzkirchen |                         |                     |                     |
| Streckennummer (DB): | 5620                    |                     |                     |
| Kursbuchstrecke (DB): | 955                     |                     |                     |
| Kursbuchstrecke: | 429a (1946) 429b (1944) |                     |                     |
| Streckenlänge: | 24,571 km               |                     |                     |
| Spurweite: | 1435 mm (Normalspur)    |                     |                     |
| Streckenklasse: | D4                      |                     |                     |
| Minimaler Radius: | 380 m                   |                     |                     |
| Streckengeschwindigkeit: | 120 km/h                |                     |                     |
| Zugbeeinflussung: | PZB                     |                     |                     |
| |                         |                     |                     |
| \| \| \| von München Hbf \| \| \| \| 0,000 \| Holzkirchen \| 683 m \| \| \| \| nach Rosenheim \| \| \| \| \| nach Lenggries \| \| \| \| 6,574 \| Darching (ehem. Bf) \| Darching (ehem. Bf) \| \| \| 11,130 \| Thalham \| Thalham \| \| \| 11,646 \| Mangfall (39 m) \| Mangfall (39 m) \| \| \| 17,219 \| Miesbach \| 685 m \| \| \| 17,521 \| Schlierach (14 m) \| Schlierach (14 m) \| \| \| 20,060 \| Agatharied \| Agatharied \| \| \| 20,246 \| Schlierach (12 m) \| Schlierach (12 m) \| \| \| 22,150 \| Hausham (ehem. Bf) \| Hausham (ehem. Bf) \| \| \| \| von Bayrischzell \| \| \| \| 24,571 \| Schliersee \| 785 m \| \| \| \| \| \| \| Quellen: [2][3][4][5] \| \| \| \| |                         |                     |                     |
| Strecke |                         | von München Hbf     | von München Hbf     |
| Bahnhof | 0,000                   | Holzkirchen         | 683 m               |
| Abzweig geradeaus und nach links |                         | nach Rosenheim      | nach Rosenheim      |
| Abzweig geradeaus und nach rechts |                         | nach Lenggries      | nach Lenggries      |
| Haltepunkt / Haltestelle | 6,574                   | Darching (ehem. Bf) | Darching (ehem. Bf) |
| ehemaliger Bahnhof | 11,130                  | Thalham             | Thalham             |
| Brücke über Wasserlauf | 11,646                  | Mangfall (39 m)     | Mangfall (39 m)     |
| Bahnhof | 17,219                  | Miesbach            | 685 m               |
| Brücke über Wasserlauf | 17,521                  | Schlierach (14 m)   | Schlierach (14 m)   |
| Haltepunkt / Haltestelle | 20,060                  | Agatharied          | Agatharied          |
| Brücke über Wasserlauf | 20,246                  | Schlierach (12 m)   | Schlierach (12 m)   |
| Haltepunkt / Haltestelle | 22,150                  | Hausham (ehem. Bf)  | Hausham (ehem. Bf)  |
| Abzweig geradeaus und von rechts |                         | von Bayrischzell    | von Bayrischzell    |
| Kopfbahnhof Streckenende | 24,571                  | Schliersee          | 785 m               |
| |                         |                     |                     |
| Quellen: |                         |                     |                     |

Die Bahnstrecke Holzkirchen–Schliersee ist eine eingleisige, nicht elektrifizierte Hauptbahn in Bayern. Sie führt von Holzkirchen über Miesbach und Hausham nach Schliersee.

## Geschichte

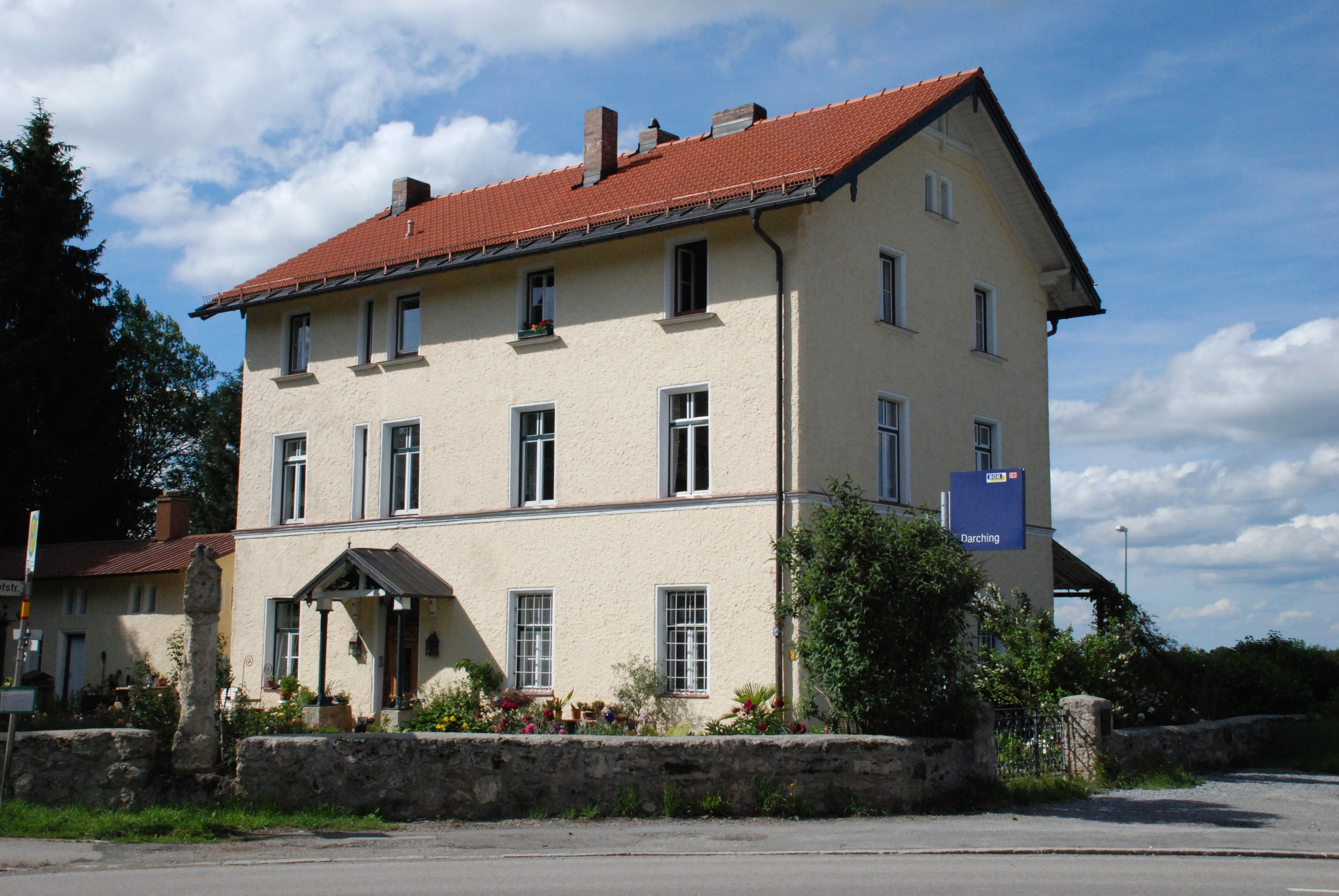
Bahnhof Darching

Im Jahr 1857 wurde die Bayerische Maximiliansbahn von München über Holzkirchen nach Rosenheim gebaut. Von Holzkirchen aus wurde wenig später im Jahr 1861 die Strecke nach Miesbach errichtet, um die in Miesbach und Hausham geförderte Kohle abzutransportieren. Die Strecke wurde zu Beginn als Pachtbahn betrieben. Kurz darauf forderten die Bürger von Schliersee, die Bahnlinie in ihren Ort zu verlängern, um Ausflugsgäste in den Ort zu locken. Ein entsprechendes Bittgesuch an den bayerischen König Maximilian II. vom 18. Juni 1862 hatte Erfolg. Nach mehrjähriger Bau- und Planungszeit konnte die Bahnstrecke im Jahr 1868 zuerst bis Hausham, kurz darauf am 1. August 1869 bis Schliersee ihrer Bestimmung übergeben werden.
Der erste Fahrplan sah täglich vier Züge von und nach München vor.
Im Jahr 1911 wurde von Schliersee aus die  Bahnstrecke nach Bayrischzell gebaut, wogegen sich die Marktgemeinde Schliersee lange Zeit wehrte, da man fürchtete, dass die Touristen künftig weiter reisen und Schliersee „links liegen lassen“ würden. Wegen der beengten Verhältnisse im Ort und entlang des östlichen Seeufers konnte die Strecke nach Bayrischzell nicht unmittelbar nach Süden weitergeführt werden. Stattdessen wurde sie im Norden um den See herum und am Westufer entlang nach Neuhaus gebaut.

### Zukunftsaussichten
Da die Infrastruktur für die steigende Nachfrage Richtung München nicht mehr ausreicht, beauftragte die Bayerische Staatsregierung die Deutsche Bahn am 1. August 2023 mit der Entwurfs- und Genehmigungsplanung für eine Elektrifizierung sowie einen Ausbau der Strecke. Die Pläne beinhalten die Errichtung einer Oberleitungsanlage und eine Anpassung des Unterwerks Holzkirchen für den Ersatz der Diesel- durch Elektrozüge, die Reduzierung von Langsamfahrstellen und Pfeiftafeln durch technische Sicherung oder Auflassung von Bahnübergängen sowie eine Erneuerung der Stellwerkstechnik. 2023 war das Ziel die Inbetriebnahme der Oberleitung Anfang der 2030er Jahre.
Ein zusätzlicher Halt in Oberlaindern wurde durch ein Gutachten im Rahmen des Projektes „Bahnausbau Region München“ geprüft, aber im Juli 2024 für negativ befunden. Positiv wurde jedoch der Ausbau des Oberlandnetzes und dessen perspektivische Eingliederung in  das Regional-S-Bahn-Netz bewertet.

## Streckenverlauf
Die Bahnstrecke verläuft ab Holzkirchen zunächst durch die Münchner Schotterebene bis zum Bahnhof Darching, ab dort entlang der Mangfall. Ab der Mündung der vom Schliersee kommenden Schlierach folgt sie dieser flussaufwärts bis in den Zielort Schliersee. Die gesamte Strecke verläuft durch das Bayerische Oberland.

## Verkehr
Seit 1998 betreibt die Bayerische Oberlandbahn den Schienenpersonennahverkehr auf der Strecke. Sie bietet durchgehende Züge von München Hbf nach Bayrischzell an, deren Fahrzeit von München bis Schliersee bei etwa 55 Minuten liegt. Die von München kommenden Züge werden in Holzkirchen geflügelt; ein Zugteil fährt in Richtung Schliersee/Bayrischzell, die anderen beiden Zugteile fahren über die Bahnstrecke München–Lenggries nach Lenggries und Tegernsee. In Fahrtrichtung München werden die Zugteile in der umgekehrten Abfolge wieder vereinigt. In der Hauptverkehrszeit gibt es einzelne Verstärkerzüge, die nur bis Schliersee verkehren.